# 姓名字母效应
姓名字母效应指人类偏好各自姓名包含的字母。无论是为所有字母打分，还是从两个字母中选出更喜欢的一个，亦或选出最喜欢的多个字母，受访者的答案都表明人普遍最喜欢姓名包含的字母。更重要的是，实验参与人员没有意识到所选字母源于各自姓名。
比利时心理學家约瑟夫·纳丁1985年发现姓名字母效应，他的实验随后在不同国家和地区重复数十次，受访目标至少来自15个国家和地区，使用的字母表也有四种。结果表明效应不受年龄与性别限制，人改名多年后往往同时偏好原名和现名字母。首字母效果最明显，即使排除首字母，人也会偏好其他姓名字母。
人普遍认同自我，姓名直接关系自我，因此人偏好姓名字母，这些字母在其他各种辞汇出现也不影响结果。缺乏自爱、自尊的人往往不受姓名字母效应影响。科学家还发现效果类似的生日数字效应，人往往更喜欢生日包含的数字。多看效應、早期掌握等用于解释姓名字母效应的理论已经排除。心理评估以姓名字母效应判断内隐自尊。
证据表明姓名字母效应影响现实生活决策。偏好与姓名首字母相同品牌的实验人群比例特别高，大型慈善捐赠数据库分析结果表明，发生熱帶氣旋灾害后，姓名首字母与风暴名称首字母相同人群捐助救灾的特别多。例如飓风卡特里娜过后，凯特、凯文等姓名首字母为的捐助人士很多。科学家继续研究姓名字母效应对居所、婚姻、职业等重大生活决策的影响，但手法和方向颇具争议。

## 背景
1959年，研究员梅切里科夫与霍顿在品牌偏好研究期间率先从系统化角度了解字母偏好，两人想找到人偏好的字母来制作包装标签。后续研究要求实验参与人员根据外观喜好为大写拉丁字母排序。结果表明实验参与人员偏好的字母五花八门，没有哪个字母排行特别高，但经常用于姓氏首字母的排名明显更高。
社会心理学家罗伯特·扎约克1968年发布成对字词（如“开”与“关”）的偏好研究结果，绝大多数试验表明人偏好最常用的词。扎约克还用无意义词测试，发现喜好程度与以往听到该词的频率成正比，他认为这说明多看效應形成的刺激足以提升人类观感。
1977年左右，比利时实验心理学家约瑟夫·纳丁开车在路上观察车牌，发现顺眼车牌都有他姓名包含的字母。他想知道普罗大众是否也会偏向一定程度上与自身关联的刺激，与扎约克的多看效应不同，这种偏向源于归属感。

## 原始研究
纳丁在天主教鲁汶大学实验室设计实验，检验人更重视自身姓名包含字母的假说。排除其他因素、特别是多看效应影响对实验设计至关重要，如果姓名包含的字母本身出现频率就很高，那么多看效应同样可以解释人何以喜欢这些字母。

### 实验方法
| 伊尔玛·梅斯 | 伊尔玛·梅斯 | 杰夫·雅各布斯 | 杰夫·雅各布斯 |
| ----------- | ----------- | ------------- | ------------- |
| A           | U           | A             | U             |
| M           | D           | M             | D             |
| T           | R           | T             | R             |
| I           | G           | I             | G             |
| V           | S           | V             | S             |
| E           | N           | E             | N             |
| A           | P           | A             | P             |
| L           | M           | L             | M             |
| H           | F           | H             | F             |
| E           | I           | E             | I             |
| J           | K           | J             | K             |

为排除多看效应干扰，纳丁创造共轭控制法，以两名实验参与人员为一组，分别评估相同的测试字母，其中包括两人的姓名字母及其他随机字母。如此设计能排除多看效应影响，两者差异可以视为是否偏好姓名字母的证据。
以右表为例，伊尔玛·梅斯与杰夫·雅各布斯均为假名。第一组刺激是字母和，是“伊尔玛”的尾字母，她的姓名均无字母。下一组是与，是“伊尔玛”的倒数第二个字母，她的姓名没有字母。下方几组刺激基本遵循上述规律，一边是伊尔玛姓名字母，另一边是其他字母，只不过姓名字母不一定排在前面；最后三行是用杰夫·雅各布斯姓名字母与其他字母对照。实际测试表格没有代表姓名字母的阴影效果，实验参与人员需不假思索地从每组尽快勾选偏好字母，加粗代表选择结果。
38名荷兰语地方小学女生参加首轮实验，从两列勾选偏好字母，结果显示选择自身姓名字母的比例特别高。第二轮实验请来98名荷兰语地方大学生，确定年龄与阅历增长是否改变结果。实验还有另外四个变量：一、字母选项可能是两个或三个；二、勾选偏好字母或划掉另一个字母；三、包括或不包括荷兰语罕见字母“QXYZ”；四、姓名字母放在最前或最后。所有实验结果都证实姓名字母效应，包括“QXYZ”、或是要求划掉另一个字母时更明显。无论采用姓、名还是两者结合，结果都没有显著差异。首字母效果最强，随后的数据分析表明排除首尾字母后，姓名字母效应依然显著。

### 探讨
纳丁认为实验表明人偏好姓名字母，这种偏好不受视觉、声学、美学、语义学、日常应用频率影响。他在1985年发文《超越格式塔与意识的自恋：姓名字母效应》，以自戀、格式塔学派、意识作为支撑姓名字母偏好的框架，“超越格式塔”意指实验目标看到的只是独立字母而非姓名单词，“超越意识”指实验目标没有意识到部分字母取自姓名。纳丁宣称，这是人类史上首次发现超越格式塔与意识的效应。

## 二次研究
纳丁1984到1985年在希尔德·萨斯协助下完成二次研究，1987年发布结果。姓名字母效应对心理学理论影响深远，纳丁认为有必要先检验效应的普遍程度和抗干扰能力，再开展旨在了解背后情感与认知的研究计划。他想确定效应是否受文化和语言限制，或是原始实验是否受到比利时荷兰语某些未知特点的影响。

### 实验方法
跨语言研究在13所欧洲高校开展，采用荷兰语、英语、芬兰语、法语、德语、匈牙利语、意大利语、挪威语、波兰语、葡萄牙语、西班牙语、希腊语共12种语言，其中只有希腊语不采用罗马字母。原版共轭设计不适合远距离研究和标准化，研究人员改用更容易复制的简化实验设计。受访者需不假思索地从随机实验语种字母表选择六个偏好大写字母，而且按喜欢程度以阿拉伯数字排序（即最喜欢的标“1”，第二标“2”）。比利时率先采用新实验方法，结果表明姓名字母效应依旧。实验在其他国家开展，共2047名学生参加。

### 探讨
若對所有語言和受試者取平均，姓名字母有三成几率入选六个字母，其他字母两成。挪威语和芬兰语研究体现的效应最强，匈牙利语、葡萄牙语、意大利语研究也体现姓名字母效应但不顯著。无论只取姓还是名的字母都不影响结果，如果只考虑首字母，所有语种的实验效果都非常显著。首字母入选六个字母的比例达四成六，进一步分析表明姓名字母效果不局限于首字母，排除首字母后在所有语种实验仍有体现。
纳丁根据数据分析是否存在国家字母效应未果，挪威人对字母“N”的偏好程度不比其他国家高，匈牙利人对字母“M”也没有特殊好感。纳丁据此判断，人对拥有的事物（此处即姓名）有归属感，对集体所有的东西没有同等感情。
实验数据还可用于验证显眼是否显著影响姓名字母效应。奥地利与匈牙利汽车上的贴纸分别以大写字母和标明国籍，但这只是英语国名首字母，不是两国最常用语种（分别是德语和匈牙利语），数据表明这对两国人民没有影响，喜好或的人並不特別多。
二次研究与原始研究一样包含以不喜欢字母为目标的任务，参与者需选出最不喜欢的六个字母。正如原始研究揭示的那样，受访者不喜欢姓名包含字母的几率显著降低，无论是否首字母。任务结果表明字母偏好层次不对称，12种语言在最不喜欢的字母上大致存在共识，但最偏好的字母没有一致意见。

## 反响
纳丁觉得上述发现会令学界大为惊讶，犹豫七年才公布结果。他在1984年欧洲实验社会心理学协会首次谈论姓名字母效应，1985和1987年发表前述文章。正如预料，外界普遍质疑他的成果。纳丁所在高校研究员卢森就称姓名字母效应“怪异至极，脚踏实地的研究员自然而然地就会觉得源于人为失误”。其他研究人员没有明确宣称效应虚假，但质疑实验揭示现象的心理学关联。1985年纳丁发表文章直到1989年整整五年间，援引文献仅一份，只有约翰逊在俄亥俄州立大学用美国学生重复实验，结果再度证实姓名字母效应。
转机在1995年到来，格林沃尔德与巴纳吉指出，纳丁的成果关系到间接测量自尊，纳丁此前也有相同意见但未引起足够重视。1995至1999年，共14份文献援引纳丁的原始研究；2000至2004年50次，2005至2009年114次，2010至2014年约两百次。姓名字母效应不再有争议，斯特凡·斯蒂格尔、沃拉切克、福尔曼2012年元分析44份研究该效应出版物后发文，称纳丁的成果“影响深远”。他们的元分析甚至没有发现任何發表偏差迹象。

## 特点
维拉·胡伦斯2014年元分析数十份姓名字母效应研究，认为这种效应非常坚实，这种坚实体现在方方面面，如：
- 范围：首字母的姓名字母效应更强，排除首字母后基本上仍然成立[31][注 8]。
- 性别：绝大多数研究显示姓名字母效应男女平等，仅两份例外[31][注 9][注 10]。
- 年龄：无论以小学或大学生、中年还是老年人为实验目标，绝大多数结果都证明姓名字母效应存在[31][注 11]。
- 文化：东方文化与西方文化在姓氏或首字母的使用频率等方面差异极大，但姓名字母效应依旧[31]。胡伦斯、纳丁、赫尔曼、帕瓦卡农以极少称呼姓氏的泰国人为实验目标，发现名字的字母效应远超姓氏[43]。北山忍与唐泽真弓发现很少使用姓名首字母的日本人虽然也有姓名字母效应，但对首字母没有特别看重[44]。
- 语言：已测试的15种语言和五种字母都呈现姓名字母效应。15种语言分别是保加利亚语、荷兰语、英语、芬兰语、法语、德语、希腊语、匈牙利语、意大利语、日语、挪威语、波兰语、葡萄牙语、西班牙语、泰语，来自印欧、乌拉尔、汉藏、日琉四大语系；五种字母分别是希腊字母、罗马字母、西里尔字母、泰文字母、假名。[31][44][45]
- 时间：斯蒂格尔与艾蒂安·列贝尔研究首字母偏好时发现，女人婚后改姓不影响原姓氏的首字母偏好，结婚数十年后效应依旧。结婚不足两年的实验目标对新姓氏首字母已有偏好[46]。

## 解释
研究人员对姓名字母效应提出各种解释，其中许多看似合理的说法已经证伪。

### 证伪解释

#### 多看效应
人对常见事物往往特别顺眼，日常生活更常见的字母也常用于姓名。1940年福勒、1962年阿鲁伊西和亚当斯的研究都表明字母出现频率与音位同人类好感正相关。扎约克更进一步，用外国字符并控制受访者看到的次数实验，根据结果提出多看效应：见得越多越顺眼。纳丁的原始研究表明多看效应不可能导致姓名字母效应，姓名包含字母与否直接影响受访者的立场。他还发现字母“B”在法语比较少见，“Q”的出现频率适中，但实验结果表明法语人群非常喜欢“B”，喜欢“Q”的极少。波兰语也有类似情况，出现频率适中的字母“Y”非常不受待见。每种语言最不常用的字母往往偏好者最少，但最受青睐的字母极少与最常见字母重叠。扎约克的实验室研究仅让受访者看到测试目标20到25次，与现代生活中任何字母相比都微不足道，纳丁据此怀疑扎约克的理论换到现实世界可能不成立。

#### 主观频率
主观频率指实验参与人员眼中刺激出现的频率。受访者可能留意姓名字母的次数更多，所以上述刺激的出现也更频繁。接触次数的早期研究表明主观频率差异影响结果，但实际频率相同时结果仍有不同。为测试主观频率能否解释姓名字母效应，胡伦斯与纳丁要求受访者两次为完整字母表的每个字母评分，第一次单按字母偏好，第二次按受访者估计的字母应用频率。结果表明受访者显著高估姓名字母出现频率，但高估频率对姓名字母效应的影响不成显著正相關。研究员还请实验参与人员评定喜欢自有姓名的程度，与不喜欢自身姓名的受访者相比，喜欢者姓名字母效应更强，但两者对姓名字母出现频率的高估程度基本一致。胡伦斯与纳丁据此认定，主观频率假说没有证据支撑。

#### 评价条件反射
评价条件反射认为喜欢姓名自然就会喜欢其中字母，看到姓名时自然会看到字母，如此反复的视觉关联可能达成评价条件反射。马丁与利维认为，评价条件反射相当于古典制約变量，人爱屋及乌，恨屋也及乌。人往往觉得自家姓名比他人更显眼，就像科林·切里在鸡尾酒会效应发现的那样，姓名对人的刺激非常显著，所以评价条件反射有可能引发姓名字母效应。费斯以佛兰芒人为对象开展对照研究，用日本汉字写出受访者及他人的姓名，结果表明实验参与人员对汉字代表的自身或他人姓名喜好程度半斤八两。费斯据此判断，评价条件反射不是姓名字母效应的主要原因。

#### 主观所有权
如果实验参与人员有意选择姓名字母，他的选择就源于主观判断，属于主观所有权的体现。纳丁的测试采用主观意识排除策略，参与原始实验的人员如果发现刺激项目规律就能获得金钱奖励，而且时间不限，但没有任何人做到，排除他们明知项目包含姓名字母的可能。

#### 早期掌握
人最早学会的词往往就是自身姓名，这可能促使人对姓名字母产生持久好感。胡伦斯与埃尔卡·托多罗娃挑选母語采用西里尔字母并熟练掌握罗马字母外语的双语人士参与实验，检验他们的姓名字母效应。人学外语的时间通常远比母语晚，学习过程无需特别关注姓名字母，故而对外语字母应该不像母语那样存在姓名字母效应。共计一百名掌握保加利亚语后学会英语或德语、法语、西班牙语的受访者参与实验，结果表明他们对第二语言采用的罗马字母和西里尔字母也有姓名字母效应。研究员认为，早期掌握不是姓名字母效应的主要原因。胡伦斯、纳丁、赫尔曼、帕瓦卡农在后续研究检测小学生的姓名字母效应强度，实验设计以佛兰芒语和匈牙利语学校的二、四、六年级生为目标，结果发现效应非但没像研究员预料的那样随年龄增长减弱，反而逐渐增强，再度证明早期掌握不是姓名字母效应的主要原因。他们还以泰国双语人士为目标调查姓名字母效应，有些受访者学习英语和泰语字母的时间基本一致，有些先学泰语，后学英语。实验结果表明先学哪种语言不影响姓名字母效应强度，因此早期掌握应该不会催生姓名字母效应。

### 可能成因
研究团体从不同角度得出类似结论，认为姓名字母效应是在无意识下形成，在自我评估时自动生成。

#### 纯粹所有权效应
纳丁认为姓名字母效应源自扎根心理经济学的所有权效应，禀赋效应表明人对拥有的事物印象更好。纳丁据此提出，人会对与关系自我的事物产生感情，姓名也不例外。据此可推导以下结论：
- 人普遍喜欢自有姓名，不喜欢姓名的人也不会喜欢其中字母。胡伦斯与纳丁经测试发现大部分人对自有姓名评分偏高，而且对姓名字母评分高于不喜欢姓名的受访者。[71]
- 使用两种字母的双语人士对两种字母都有姓名字母效应。人往往对第二语言的姓名感觉不及母语密切，因此第二语言的姓名字母效应应该不及母语强烈。胡伦斯与托多罗娃发现，喜欢姓名西里尔字母的双语人士同样喜欢罗马字母，但第二语言效果不及母语强烈。[62]胡伦斯、纳丁、赫尔曼、帕瓦卡农针对泰语和英语双语人群的研究结果一致[72]。
- 与自我关系密切的其他特征也有类似效应，如生日数字效应。加里·尼克尔、凯蒂·佩德森、卡西·罗索发现人更喜欢出生年份和月份对应的数字，而且更喜欢毕业年份。[73]北山忍与唐泽真弓研究日本学生时发现受访者更喜欢出生日对应数字，特别是大于12的数字，这些数字与生日的关系可能更独特，不像小数字更可能代指月份及其他内容，形成含义饱和[44]。

#### 内隐自尊
其他研究员从社会心理学角度、特别是自尊理论方向解读姓名字母效应成因。1995年，安东尼·格林沃尔德与巴纳西率先提出效应源于内隐自尊，即人会自动、自发且无意识地正面评估自我。人普遍认同自我，自尊的光环效应自然传达给姓名及其字母等所有自我关联事物与特征。早在1926年汉斯·赛兹就发现人在感知自有姓名时会有特殊生理反应，可从皮肤测量。据信人认出姓名字母时会有内隐自尊的良好感觉，进而促使受访者挑选姓名字母而不自知，产生姓名字母效应。
- 姓名字母效应属自动机制，对各人效果应该不受时间推移的显著影响。桑德尔·库尔、艾普·迪克斯特赫伊斯、艾德·范尼彭伯格要求荷兰语学生为字母表上所有字母打分，其间穿插提问分散注意力，且在四周内打分两次。结果表明第一和第二次打分呈现的姓名字母偏好没有显著差异。[79]胡伦斯与同事请164位受访者连续七天为字母评分，结果保持稳定[80]。
- 自动机制还要求效应像其他涉及偏好的自动机制一样受思虑影响。众多研究表明针对感觉的思考会抑制自动机制。[81][82]库尔、迪克斯特赫伊斯、范尼彭伯格要求实验参与人员在1到50间选出偏好数字，并要求半数人员解释原因。结果表明不假思索的回答才有姓名字母和生日数字效应，理智思考后不受效应影响，证明姓名字母效应属自动机制。[83]
- 研究表明人面临心理威胁时会增强无意识自我调节。如果姓名字母效应属无意识自我调节效应，就同样应该在面临心理威胁时强化。约翰·琼斯、布雷特·佩勒姆、马修·米伦伯格、约翰·海茨发现外显自尊比较强的人面对心理威胁时，姓名字母偏好大幅上升；缺乏自尊的参与者情况相反。[84]小森惠美与村田晃嗣以日本双语人士为目标重复实验，要求他们从英语字母表选出偏好字母，结果与前述实验类似[85]。
- 如果姓名字母效应是自动机制，就会在潜意识层面影响其他偏好。德克·文图拉、迈克尔·库尔法内克、沃纳·格雷夫采用触发机制验证，向实验参与者展示字词，其中既有对方姓名的首尾字母，又有共轭实验参与者姓名首尾字母，但展示的时间非常短，基本不足以看清。接下来马上摆出外观相似但含义分别倾向正面与负面的辞汇（如“诚实”与“孤独”[注 16]），要求受访者快速判断刚才是否看过该词。结果表明如果单词与受访者姓名首字母相同且含义倾向正面，参与者就能更快辨别，含义倾向负面的单词无此效应，而且效应在外显自尊特别强的人身上尤为显著[86][87]。
- 如果光环效应会扩散到任何关联自我的事物，那么人恋爱时应该会更喜欢情侣姓名包含的字母。列贝尔与坎贝尔经验证发现，受访者对情侣的姓名首字母青眼有加。[88]特蕾西·德哈特、佩勒姆、卢克·费多罗维奇、毛里西奥·卡瓦洛、西拉·加布里埃尔认定，上述效应对亲子、兄弟姐妹、友谊关系同样适用[89]。

## 应用
心理评估以姓名字母效应衡量自尊，自尊又分外显内尊与内陷自尊两种，主要区别在于外显内尊属于有意识且经过深思熟虑的评价。内隐自尊本质上无法从内省途径检测，不能靠自我汇报直接判断，需要对比受访者对自我相关事物产生的积极与消极思想程度差异。
字母偏好任务又称姓名字母偏好任务、姓名字母评分法、首字母偏好任务，是判断内隐自尊的重要方法，流行程度仅次于内隐联想测验。字母偏好任务尚无标准实施方法，以最常见的评分任务为例，参与者需根据个人喜好程度为字母表所有字母评分。采用这种方法时，给予受访者的指示也有变化，如喜欢字母的程度，采用的评分表可能有五分、七分、九分制；打分字母的排列顺序可能随机，也可能按字母顺序；收集数据的手段可能是手写，也可能使用计算机。
内隐自尊的衡量尚无标准算法，目前沿用的至少有六种。斯蒂格尔、沃拉切克、福尔曼元分析姓名字母效应时推荐自比式双重校正算法，由列贝尔与加夫龙斯基率先命名并推荐。胡伦斯在元分析后认为，不同算法对姓名字母偏好的评分机制尚不确定，而且评分如何与心理学评估最重要的內容效度关联也不得而知，所以她没有推荐任何算法。这些算法通常只对首字母适用，但也可用在所有姓名字母。
斯蒂格尔、沃拉切克、福尔曼建议字母偏好任务测评两次，分别按首尾字母计算并结合生日数字任务共同完成，向参与者强调根据喜好程度而非吸引力评分。他们建议衡量内隐自尊时最好采用所有姓名字母而不仅是首字母，胡伦斯也有相同看法，声称这是她最重要的建议。字母偏好任务已用于衡量各种情境的内隐自尊，如抑郁、生理健康、社会认可度、不切实际的乐观、反馈灵敏度、自我调节、防卫机制。

## 广泛影响
研究员在实验室内外探索姓名字母效应对偏好的广泛影响。

### 实验室内
霍德森与奥尔森开展实验室对照研究，试图证明人喜欢名称包含姓名首字母的日常事物（如食品、动物）。但实验没有找到证据，也没有发现参与者自身或多名参与者之间的显著差异。如姓名首字母为的受访者与其他人相比没有特别青睐开头事物，甚至对开头事物的感观不见得超过开头事物。研究员发现姓名首字母影响个人品牌偏好，影响不大但很可靠，如首字母为的参与者更喜欢首字母相同的品牌本田。
研究员推断，品牌与其他日常事物相比更容易向他人传达身份认同。斯蒂格尔进一步研究产品名称是否影响购买偏好，发现产品如果与潜在买家的姓名首字母相符，成交比例就特别高。这种影响主要对大品牌有效，研究员没有发现证据表明姓名字母效应强度与姓名字母品牌效应强度有关。
雅各布·维本加和鲍勃·费尼斯调查品牌采用“我”或“我的”这类关联自我的人稱代詞是否影响偏好，发现采用通用自我参照代词的品牌反响更好，如iPhone、Myspace开头就是“我”和“我的”。这种效应表现类似姓名字母效应，自我受威胁时效应更强，自我评估趋于负面的人不受效应影响。
伊万·伯尔曼、莫妮克·波尔曼、安德鲁·波尔曼的研究表明，成员姓名首字母相同能促进团体协作。针对本科生的研究表明姓名首字母相同的团队表现更好，首字母相同比例高的团队表现更优秀。

### 实验室外

#### 争议研究
研究员走出实验室，寻找姓名字母效应背后的主要动力。佩勒姆、米伦伯格、琼斯启动的研究借内隐自大之名、行姓名字母效应之实，调查人生重大决策是否下意识地受姓名及其字母影响。怀疑论者认为，姓名或姓名字母影响人生重大决策的论点非同一般，需要不同凡响的证据支撑。
尤里·西蒙逊呼吁研究员分析实地数据时注意排查混淆变量，如数十年来变化幅度极大的婴儿起名流行度。西蒙逊取样大量在世美国人的名字后发现，沃尔特与丹尼斯的流行度基本相同，但沃尔特已经是相对过时的人名。佩勒姆等人此前发现，名字以开头的人在牙医人群所占比例远超开头，西蒙逊批评他们考虑不周，没想到叫“沃尔特”的人年纪偏大，退休的可能更大，所以应该只是婴儿起名潮流而非内隐自大导致这种情况。法沙德·库蒂、加布里埃尔·马格诺、英格玛·韦伯利用不同数据集（如Twitter与Google+账户信息）统计分析后指出，没有证据表明姓名首字母与职业相符的人特别多。
佩勒姆等人分析美国23个“圣”字开头城市的死亡证明存档，如圣路易斯、圣保罗，认定人倾向前往与自有名字相符的城市居住，如路易斯前往圣路易斯，保罗去圣保罗。奥利弗·迪哈斯、拉乌尔·格拉斯曼、路德·韦泽尔斯、汉·范德马斯、埃里克-扬·瓦文马克斯用贝氏分层模型证明许多城市情况截然相反，选择离开名字相符城市的人也很多。他们批评佩勒姆等人的研究，认为没有证据表明人倾向选择名字相近的地点。统计杰克逊、约翰逊城等30个名字是常见姓氏的城市数据后，研究员发现确有比例明显偏高的死者姓氏相符。迪哈斯等人认为这不足以说明人倾向前往与姓氏同名的城市，他们援引西蒙逊的论点指出，许多城市创始人的后代一直留在当地也能形成相同结果。
弗雷德里克·安塞尔与杜伊克分析比利时人姓氏及其工作单位名字的大数据集后认为，人倾向按姓名首字母选择工作企业，但西蒙逊认为这与迪哈斯等人的结论类似，均属反向因果关系。西蒙逊认为许多人的确会为同名公司或亲人工作，如华特迪士尼公司的華特·迪士尼。排除反向因果关系并分析大型美国数据集后，他认定没有证据表明人会根据姓名首字母选单位。
首字母效应研究引起的争议很少。利夫·纳尔逊与约瑟夫·西蒙斯2007年公布研究，声称姓名首字母为的棒球运动员三振出局比例特别高，但麦卡洛与托马斯·威廉姆斯2010年公布的研究结果认为根本没有这种现象。纳尔逊与西蒙斯还发现名字首字母是或的学生成绩不如或开头，但麦卡洛与威廉姆斯再度批评两人的统计分析，认为没有证据支撑上述论断。
佩勒姆与卡瓦沃在早期研究手法遭西蒙逊批评后于2015年公布新研究结果，详述新方法如何控制性别、种族、教育变量。他们根据人口普查数据判定从事11种职业的男子姓名契合度偏高，如面包师、木匠、农民，《新科學人》为此现象起名姓名决定论。沃拉切克、里德、施蒂格尔、斯瓦米调查到底是姓名影响职业选择还是职业影响起名后于同年公布论证，声称史密斯氏至今仍在体力方面占优，一如他们打铁为生的先祖。研究人员认为，遗传对结果的影响似乎大于内隐自大。

#### 无争议研究

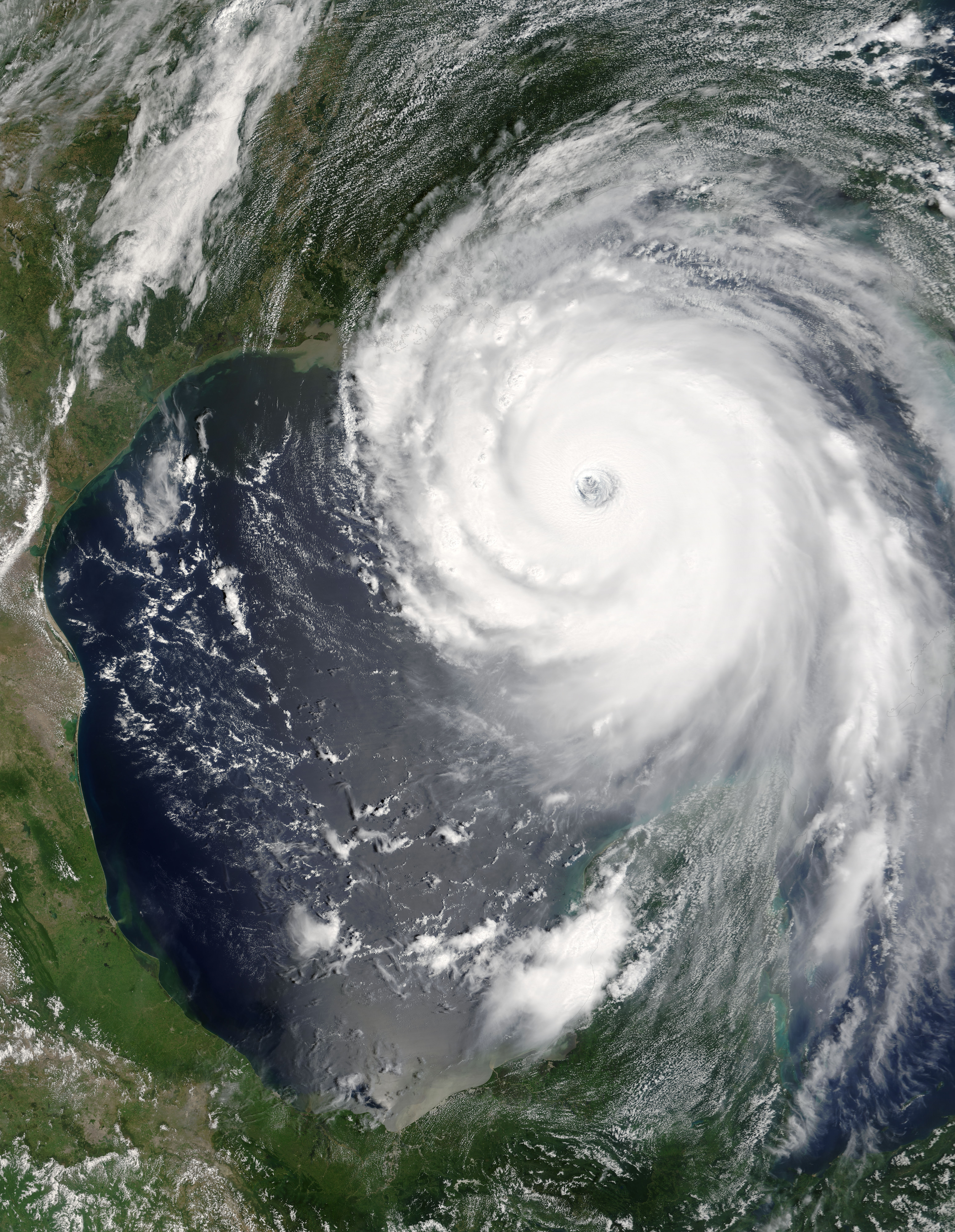
飓风卡特里娜过后，姓名以“K”开头者捐助救灾的特别多

杰西·钱德勒、蒂芙妮·格里芬、尼古拉斯·索伦森针对姓名字母与慈善捐助的研究赢得广泛认可。他们分析卡特里娜、丽塔、米奇等七场飓风过后的救灾捐助纪录，发现捐款人士姓名与飓风名称首字母相同的人特别多。研究员认为，风暴造成重大灾害，姓名首字母相同的人为摆脱心中负面感受慷慨解囊。西蒙逊认为，内隐自大仅在人几乎完全不在乎各选项差异时有效，对职业这类重大抉择不适用，对挑选慈善机构这类风险很小的决策可能影响较大。

## 脚注
1. ↑  Mecherikoff & Horton 1959，第114頁.
2. ↑  Horton & Mecherikoff 1960，第253頁.
3. ↑  Alluisi & Adams 1962，第124–125頁.
4. ↑  Zajonc 1968，第6–7頁.
5. ↑  Zajonc 1968，第24頁.
6. ↑  Zajonc 1968，第1頁.
7. 1 2 3 4 5  Hoorens 2014，第230頁.
8. 1 2 3  Nuttin 1985，第354頁.
9. ↑  Nuttin 1985，第354–355頁.
10. ↑  Nuttin 1985，第354–356頁.
11. 1 2  Nuttin 1985，第356頁.
12. ↑  Nuttin 1985，第357頁.
13. 1 2 3  Nuttin 1985，第358頁.
14. ↑  Nuttin 1985，第358–359頁.
15. 1 2 3 4 5  Nuttin 1985，第359頁.
16. ↑  Nuttin 1987，第381頁.
17. ↑  Sas 1986.
18. ↑  Nuttin 1987，第384頁.
19. ↑  Nuttin 1987，第385–386頁.
20. ↑  Nuttin 1987，第390頁.
21. ↑  Nuttin 1987，第391頁.
22. ↑  Nuttin 1987，第392頁.
23. ↑  Nuttin 1987，第396–397頁.
24. ↑  Nuttin 1987，第397頁.
25. ↑  Nuttin 1987，第397–398頁.
26. ↑  Nuttin 1987，第398頁.
27. ↑  Czapiński 1980，第203頁.
28. ↑  Nuttin 1984.
29. 1 2 3 4 5 6  Hoorens 2014，第234頁.
30. ↑  Loosen 1990，第11頁.
31. 1 2 3 4 5 6 7  Hoorens 2014，第235頁.
32. ↑  Johnson 1986.
33. ↑  Nuttin 1987，第396頁.
34. ↑  Greenwald & Banaji 1995，第11頁.
35. 1 2  Stieger, Voracek & Formann 2012，第63頁.
36. ↑  Stieger, Voracek & Formann 2012，第66–67頁.
37. ↑  Koole et al. 1999，第111頁.
38. ↑  Albers, Rotteveel & Dijksterhuis 2009，第63頁.
39. ↑  Stieger, Preyss & Voracek 2012，第51頁.
40. ↑  Stieger et al. 2014，第358頁.
41. ↑  Stieger et al. 2014.
42. ↑  Kernis, Lakey & Heppner 2008，第477頁.
43. ↑  Hoorens et al. 1990，第204頁.
44. 1 2 3 4  Kitayama & Karasawa 1997，第740頁.
45. ↑  Hoorens et al. 1990，第184頁.
46. ↑  Stieger & LeBel 2012，第10頁.
47. ↑  Hoorens & Nuttin 1993，第181頁.
48. ↑  Forer 1940，第589頁.
49. ↑  Alluisi & Adams 1962，第123頁.
50. ↑  Zajonc 1980，第151頁.
51. ↑  Nuttin 1987，第399頁.
52. ↑  Nuttin 1987，第398–400頁.
53. ↑  Matlin 1971，第295頁.
54. 1 2  Hoorens & Nuttin 1993，第177頁.
55. ↑  Martin & Levey 1987，第69頁.
56. 1 2  Feys 1995，第560頁.
57. ↑  Mack & Rock 1998，第18頁.
58. ↑  Hoorens 1990，第29頁.
59. ↑  Treiman & Broderick 1998，第112頁.
60. 1 2  Hoorens & Todorova 1988，第366頁.
61. ↑  Hoorens & Todorova 1988，第365頁.
62. 1 2 3  Hoorens & Todorova 1988，第367頁.
63. ↑  Hoorens & Todorova 1988，第368頁.
64. ↑  Hoorens et al. 1990，第190頁.
65. ↑  Corenblum & Armstrong 2012，第130頁.
66. ↑  Hoorens et al. 1990，第192頁.
67. ↑  Hoorens et al. 1990，第196–201頁.
68. 1 2  Koole 2007，第603頁.
69. ↑  Kahneman, Knetsch & Thaler 1991，第193頁.
70. ↑  Beggan 1992，第229頁.
71. ↑  Hoorens & Nuttin 1993，第177–200頁.
72. ↑  Hoorens et al. 1990，第183–184頁.
73. ↑  Nickell, Pederson & Rossow 2003，第161–163頁.
74. 1 2  Greenwald & Banaji 1995，第4, 10–11頁.
75. ↑  Greenwald & Banaji 1995，第10頁.
76. ↑  Greenwald & Banaji 1995，第10–11頁.
77. ↑  Syz 1926，第119–126頁.
78. ↑  Koole & Pelham 2003，第108頁.
79. ↑  Koole, Dijksterhuis & van Knippenberg 2001，第672–673頁.
80. ↑  Hoorens et al. 2015，第910頁.
81. ↑  Koole, Dijksterhuis & van Knippenberg 2001，第673頁.
82. ↑  Wilson et al. 1989，第330頁.
83. ↑  Koole, Dijksterhuis & van Knippenberg 2001，第674–676頁.
84. ↑  Jones et al. 2002，第170頁.
85. ↑  Komori & Murata 2008，第109頁.
86. ↑  Wentura, Kulfanek & Greve 2001，第657頁.
87. ↑  Koole & Pelham 2003，第101–102頁.
88. ↑  LeBel & Campbell 2009，第1293頁.
89. ↑  DeHart et al. 2011，第127頁.
90. ↑  Stieger, Voracek & Formann 2012，第64頁.
91. ↑  Spalding & Hardin 1999，第535頁.
92. ↑  Krizan & Suls 2008，第522頁.
93. ↑  Hoorens 2014，第233頁.
94. 1 2  Stieger, Voracek & Formann 2012，第71頁.
95. ↑  LeBel & Gawronski 2009，第101頁.
96. ↑  Hoorens 2014，第244頁.
97. 1 2  Stieger, Voracek & Formann 2012，第76頁.
98. ↑  Hoorens 2014，第248頁.
99. ↑  LeBel & Gawronski 2009，第86頁.
100. ↑  Hodson & Olson 2005，第1099頁.
101. ↑  Hodson & Olson 2005，第1108頁.
102. ↑  Hodson & Olson 2005，第1109頁.
103. ↑  Stieger 2010，第1089頁.
104. ↑  Stieger 2010，第1095頁.
105. ↑  Wiebenga & Fennis 2012，第733頁.
106. ↑  Polman, Pollmann & Poehlman 2013.
107. ↑  Pelham, Mirenberg & Jones 2002，第479頁.
108. 1 2  Pelham & Carvallo 2015，第692頁.
109. ↑  Jones et al. 2004，第665頁.
110. ↑  Danesi 2012，第84頁.
111. ↑  Simonsohn 2011a，第22–23頁.
112. ↑  Kooti, Magno & Weber 2014，第216頁.
113. ↑  Christenfeld, Phillips & Glynn 1999，第241頁.
114. ↑  Morrison & Smith 2005，第820頁.
115. ↑  Smith 2011，第211頁.
116. ↑  Abel & Kruger 2007，第179頁.
117. ↑  Dyjas et al. 2012，第7–10頁.
118. ↑  Dyjas et al. 2012，第8–9頁.
119. ↑  Dyjas et al. 2012，第9頁.
120. ↑  Simonsohn 2011a，第15頁.
121. ↑  Anseel & Duyck 2008，第1059頁.
122. ↑  Simonsohn 2011b，第1087頁.
123. ↑  McCullough & Williams 2010，第881頁.
124. 1 2  Nelson & Simmons 2007，第1106頁.
125. ↑  McCullough & Williams 2011，第340頁.
126. ↑  Feedback 1994.
127. ↑  Voracek et al. 2015.
128. ↑  Chandler, Griffin & Sorensen 2008，第404–410頁.
129. ↑  Simonsohn 2011a，第44–45頁.
130. ↑  Simonsohn 2011a，第46頁.